# Valverde de Mérida
Valverde de Mérida (extremadurai nyelven Valverdi de Méria) község Spanyolországban, Badajoz tartományban. Valverde de Mérida Guareña, Villagonzalo, Mérida, Don Álvaro és San Pedro de Mérida községekkel határos. Lakosainak száma 1010 fő (2024).

## Népesség
A település népessége az utóbbi években az alábbiak szerint változott:
| Lakosok száma | 1148 | 1128 | 1173 | 1159 | 1152 | 1107 | 1078 | 1055 | 1036 | 1010 |
|               | 2001 | 2004 | 2006 | 2009 | 2011 | 2014 | 2016 | 2019 | 2021 | 2024 |